# Skomorokh

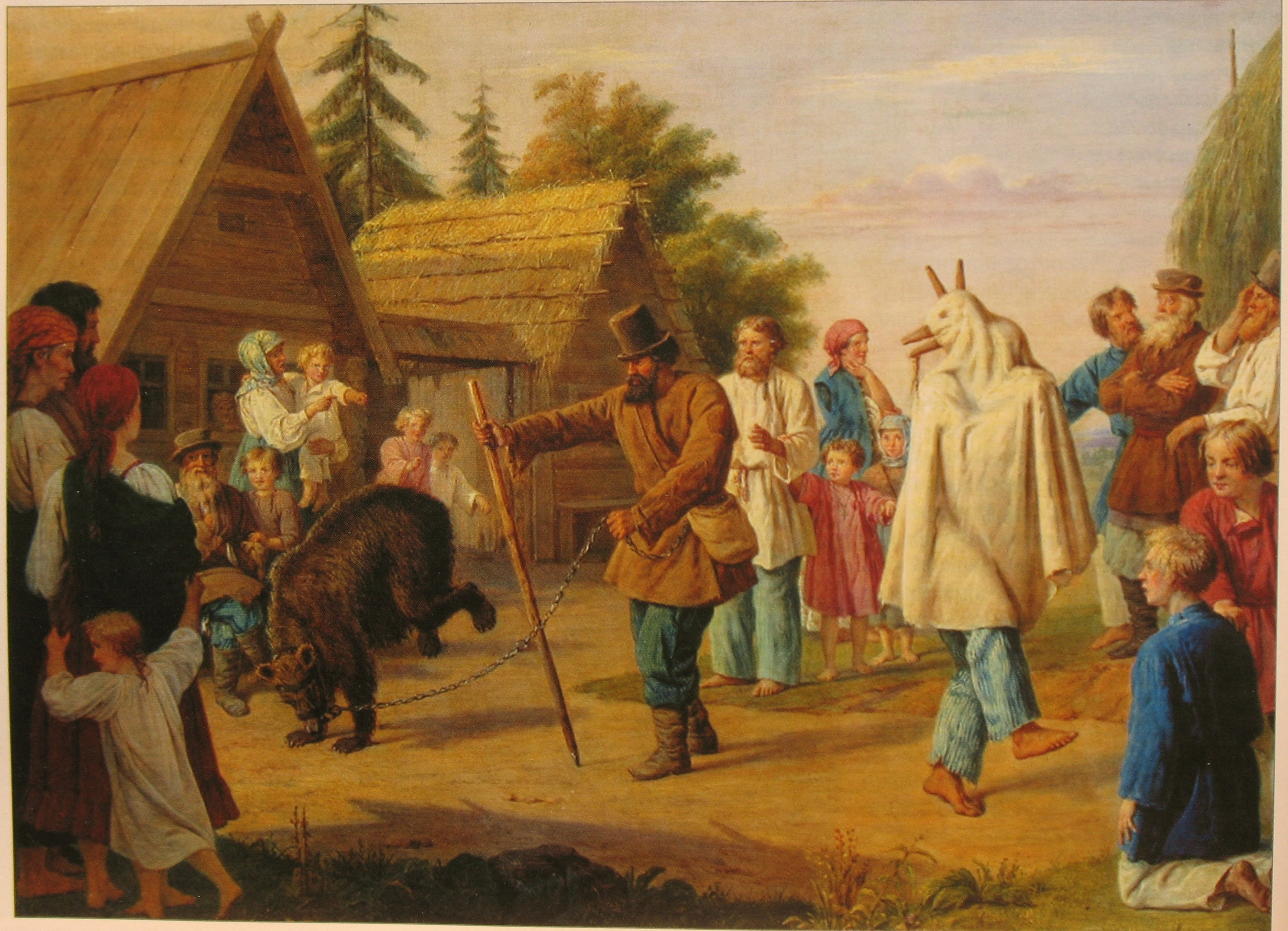
François Riss, Les skomorokhs au village, 1857

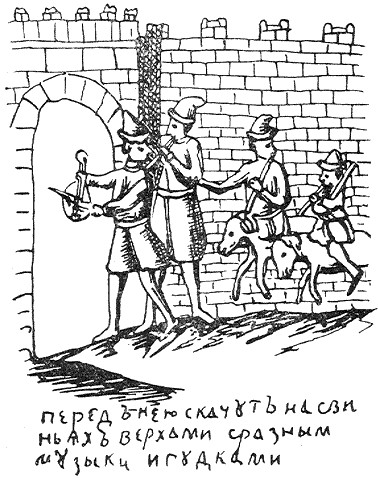
Loubok du XVIII représentant des skomorokhi russes.

Skomorokhi biélorusses, selon une gravure allemande de 1555

Les skomorokhs, ou skomorokhi (en russe : скоморох, pluriel скоморохи, skomorokhi) sont, dans les traditions slaves orientales, des artistes médiévaux itinérants, saltimbanques, jongleurs, trouvères, musiciens, chanteurs, danseurs, acteurs, acrobates, montreurs d'ours et de marionnettes, bouffons, etc. L'étymologie du terme le rapproche, soit du grec ancien : σκώμμαρχος (de σκῶμμα, plaisanterie), soit de l'italien : scaramuccia (équivalent de l'anglais : joker ; voir Scaramouche) ; d'autres origines ont été envisagées.

## Histoire
Les skomorokhi sont apparus dans la Rous' de Kiev au plus tard vers le milieu du XIe siècle (ils sont mentionnés à partir de 1068, mais existaient probablement avant). On peut voir dans la cathédrale Sainte-Sophie de Kiev des fresques datées du XIe siècle représentant des skomorokhi musiciens. Ils étaient pourtant très mal vus de l'Église orthodoxe car intimement liés au paganisme. Elle les présentait comme des « serviteurs du diable », considérait leurs spectacles comme « diaboliques », et le fait d'y assister, comme « un des plus grands péchés ». Par exemple, Théodose des Grottes, l'un des cofondateurs de la Laure des Grottes de Kiev (Petcherskaïa Lavra) au XIe siècle, traite les skomorokhi de « diables que les bons chrétiens doivent éviter ». Leur art était en relation avec le peuple et s'adressait à lui ; le pouvoir (seigneurs, clergé) les considérait non seulement comme inutiles, mais comme dangereux et nuisibles idéologiquement, en raison de la satire sociale qu'ils véhiculaient.
Les skomorokhi ont été persécutés sous le joug mongol, tandis que l'Église prônait un mode de vie ascétique. Ils ont été particulièrement populaires du XVe siècle au XVIIe siècle.
Leur répertoire comprenait des chansons moqueuses, des saynètes dramatiques et satiriques appelées glumy (глумы), dans lesquelles les exécutants portaient des masques et des costumes particuliers, au son de la domra (luth), du goudok (voir (en) gudok), de la cornemuse ou du bouben (une sorte de tambourin). L'apparition du théâtre russe de marionnettes a été directement lié avec les spectacles des skomorokhi.
Les skomorokhi se produisaient dans les rues et sur les places de villes, engageant les spectateurs à participer à leur spectacle. Leur personnage principal était souvent un paysan (moujik) effronté et comique par sa simplicité. Au XVIe et XVIIe siècles, les skomorokhi se regroupaient parfois au sein d'une vataga (bande, troupe) pouvant atteindre 70 à 100 personnes.
En 1648 et 1657, le tsar Alexis Ier émit des ukases bannissant l'art des skomorokhi comme blasphématoire ; toutefois ils continuèrent à se produire occasionnellement lors de fêtes populaires. Au XVIIIe siècle, leur art s'éteignit progressivement, transmettant certaines de ses traditions aux balagans et aux raïoks.
Le terme est à l'origine de la notion de skomorochina (ru), genre qui englobe (sans limites précises) divers types de chansons et poèmes du folklore russe à caractère satirique, humoristique, parodique, portant sur le quotidien, et où la logique se mêle à l'absurde, la fiction à la réalité.